# Lewinia
Lewinia är ett fågelsläkte i familjen rallar inom ordningen tran- och rallfåglar. Släktet omfattar idag vanligen fyra arter, en med vid utbredning i södra och sydöstra Asien och de övriga tre med vitt skilda lokala utbredningar: Luzon i norra Filippinerna, Nya Guinea och Australien samt i Aucklandöarna söder om Nya Zeeland:
- Brunkronad rall (L. striata)
- Luzonrall (L. mirifica)
- Brunnackad rall (L. pectoralis)
- Aucklandrall (L. muelleri)

Brunkronad rall placerades tidigare i Gallirallus, men genetiska studier visar att den är en del av Lewinia.